# One Man's Hero
One Man's Hero é um filme estadunidense de 1999 do gênero "Guerra" dirigido por Lance Hool. O roteiro de Milton S. Gelman se baseia na história de Jon Riley e o Batalhão de São Patrício, grupo de soldados irlandeses católicos que lutaram contra os estadunidenses na Guerra México-Estados Unidos, entre 1846-1848. Foi a última produção da Orion Pictures. 

## Elenco
- Tom Berenger…sargento / tenente / capitão John Riley
- Joaquim de Almeida…Cortina
- Daniela Romo…Marta
- Mark Moses…coronel Benton Lacy
- Stuart Graham…cabo Kenneally
- Gregg Fitzgerald…Paddy Noonan
- Don Wycherley…Brian Athlone
- Wolf Muser…cabo Schultz
- Luke Hayden…Seamus McDougherty
- Ilia Volok…Daniel Grzbalski
- Patrick Bergin…general Winfield Scott
- James Gammon…general Zachary Taylor
- Carlos Carrasco…Dominguez
- Stephen Tobolowsky…capitão Gaine

O príncipe Albert de Mônaco, faz uma pequena aparição no papel de um aristocrata mexicano.

## Sinopse
Por volta de 1846, jovens imigrantes irlandeses católicos vão para os Estados Unidos e se alistam no Exército, sob a promessa de receberem a cidadania americana. Contudo, muitos deles sofrem com o preconceito dos soldados nativos, tanto por serem estrangeiros como também por serem católicos. Sob o pretexto de se ausentarem sem permissão para irem assistir as missas, muitos soldados são punidos com chibatadas e se revoltam. O respeitado sargento irlandês Jon Riley, resolve impedir as punições contra seus homens e os leva para o México, de onde pretende voltar enquanto eles tentam retornar à Irlanda. Contudo, são capturados pelos revolucionários liderados por Cortina e Dominguez, que não querem liberá-los com armas e mantimentos para que consigam chegar até o porto de Veracruz. Logo depois, os estadunidenses invadem o México, dando início à Guerra. Jon Riley e seus homens recebem a proposta de cidadania e terras se lutarem contra seu antigo exército. John Riley reluta, mas resolve ficar e liderar os homens na guerra, inclusive porque se apaixonara por Marta, amante de Cortina que também entrara para o exército mexicano, o que gera uma rivalidade entre os dois homens mesmo lutando do mesmo lado. 